# 1666
| 1666               |
| ------------------ |
| Dødsfald - Fødsler |
| • Begivenheder     |

| Gregoriansk kalender | 1666 MDCLXVI            |
| Ab urbe condita      | 2419                    |
| Armensk kalender     | 1115 ԹՎ ՌՃԺԵ            |
| Kinesiske kalender   | 4362 – 4363 乙巳 – 丙午 |
| Etiopisk kalender    | 1658 – 1659             |
| Jødisk kalender      | 5426 – 5427             |
| Hindukalendere       |                         |
| - Vikram Samvat      | 1721 – 1722             |
| - Shaka Samvat       | 1588 – 1589             |
| - Kali Yuga          | 4767 – 4768             |
| Iransk kalender      | 1044 – 1045             |
| Islamisk kalender    | 1077 – 1078             |

Konge i Danmark: Frederik 3. 1648-1670
Se også 1666 (tal)

## Begivenheder

### Januar
- 16. januar - Frankrig erklærer England krig

### Juni
- 10. juni - første dag i et fire dage langt søslag mellem den hollandske og engelske flåde

### Juli
- juli - Piteå i Sverige brænder

### August
- 1. august - den første avis i Danmark, Den Danske Mercurius, begynder at udkomme. Den udgives af forfatteren Anders Bording

### September
- 2. til 5. september - storbranden i London raserer

### December
- 19. december - Lunds Universitet grundlægges

### Udateret
- Isaac Newton opstiller tyngdeloven

## Født
- 22. februar - Christian Sehested, dansk rigskansler fra 1708 til 1721 (død 1740).
- 6. september – Ivan V, russisk tsar (død 1696)

## Dødsfald
- 15. august – Johann Adam Schall von Bell, tysk missionær (født 1592)
- 26. august - Frans Hals, nederlandsk portrætmaler (født ca. 1580/85).
- Hannibal Sehested, statholder af den norske del af Danmark-Norge og rigsskatmester. (født 1609).